# Entlovací nůžky

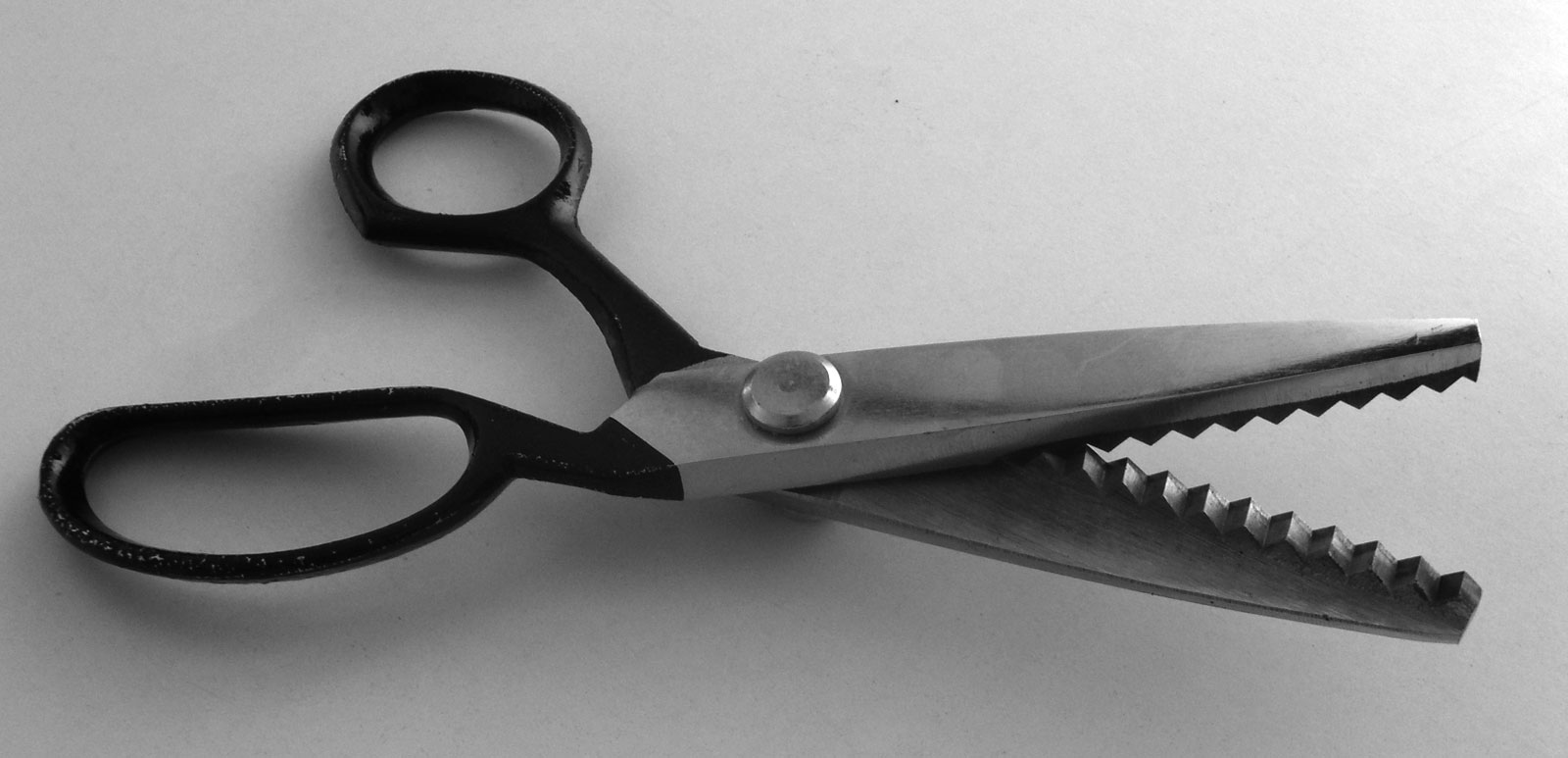
Entlovací nůžky

Entlovací nůžky jsou nůžky, které nemají čepel rovnou, ale zubatou. Místo rovného okraje střihu zanechávají klikatý vzor.
Zubatý okraj stříhané látky se tak snadno netřepí a nepáře. Klikatý okraj ve skutečnosti nezabraňuje třepení okraje látky, ale omezuje délku roztřepeného vlákna. Minimalizuje se tak poškození celé látky.